# Cerro Iglesias
Cerro Iglesias es un corregimiento del distrito de Nole Duima en la comarca Ngäbe-Buglé, República de Panamá. La localidad tiene 4.123 habitantes (2010).